# Queen of Saanich
Die Queen of Saanich war ein 1963 in Dienst gestelltes Fährschiff der kanadischen Reederei BC Ferries. Sie stand bis 2008 auf der Strecke zwischen dem Swartz Bay Ferry Terminal und dem Tsawwassen Ferry Terminal im Einsatz und ging nach fast vierjähriger Liegezeit 2012 zum Abbruch nach Mexiko.

## Geschichte
Die Queen of Saanich entstand unter der Baunummer 99 in der Werft der Victoria Machinery Depot Company in Victoria und lief am 28. November 1962 vom Stapel. Nach der Ablieferung an BC Ferries nahm sie am 9. Februar 1963 den Fährdienst von Swartz Bay nach Tsawwassen auf. Das Schiff gehörte zur Victoria-Klasse, die neben der Queen of Saanich aus der Queen of Victoria, Queen of Vancouver, Queen of Esquimalt, Queen of Nanaimo, Queen of Burnaby sowie der Queen of New Westminster, welche als einzige noch in Fahrt ist, bestand. Wobei die Queen of New Westminster, Queen of Nanaimo und Queen of Burnaby eine Unterklasse bilden die leicht abweicht.
1972 wurde die Queen of Saanich von 105,3 auf 129,98 Meter verlängert. 1981 erhielt sie eine neue Maschinenanlage. Bei einem erneuten Umbau im Jahr 1982 wurde das Schiff mit einem zusätzlichen Fahrzeugdeck ausgestattet, was seine Tonnage fast verdoppelte.
Am 16. November 2008 beendete die Queen of Saanich nach 45 Dienstjahren ihre letzte Überfahrt und wurde aufgelegt. Seit Oktober 2009 lag das Schiff zunächst in Nanaimo, dann ab Januar 2010 in der Kelsey Bay bei Vancouver Island. Im September 2012 brach die Queen of Saanich im Schlepp nach Mexiko auf, wo ab Oktober 2012 schließlich der Abbruch der Fähre in Ensenada erfolgte.